# Skafion
Skafion (ang. skaphion) – element anatomiczny szkieletu śródtułowia niektórych owadów z rzędu błonkówek i infrarzędu owadziarek.
Skafion jest zmodyfikowaną przednią częścią śródplecza, po wewnętrznej stronie wygraniczoną od tyłu apodemą zwaną żeberkiem skafionu (ang. skaphion carina). Żeberko to przecina przednie miejsce przyczepu mięśnia łączącego pierwszą i drugą fragmę, należącego do mięśni podłużnych skrzydeł. Możliwą funkcją skafionu jest ochrona tarczy śródplecza przed naprężeniami, powstającymi w czasie skurczów mięśni. 
Struktura ta obecna jest u Scelionidae.